# 에지뉴 나자레트 필류
에지뉴 나자레트 필류(포르투갈어: Edino Nazareth Filho, 1955년 6월 5일, 히우 지 자네이루 주 히우 지 자네이루 ~)는 브라질의 전직 축구 선수이자 감독이다. 그는 현역 시절 중앙 수비수로서 플루미넨시, 그레미우, 토론토 블리자드에서 활약했고, 브라질 국가대표팀 경기에도 출전했다. 그는 현재 스포츠 해설가로 활동하고 있다.

## 국가대표팀 경력
에지뉴는 1977년 3월부터 1986년 6월까지 브라질 국가대표팀 경기에 45번 출전했다. 그는 월드컵 본선에 3번 출전했다.
그는 아르헨티나에서 열린 1978년 월드컵에 3번 출전했다. 그 다음 대회인 1982년 월드컵에서는 뉴질랜드와의 경기에서 75분에 오스카르와 교체 투입되어 딱 1경기 출전했다. 그는 1986년 월드컵에 주장을 맡아 5번의 경기에 모두 출전했고, 1골을 기록했다.
에지뉴는 1976년 하계 올림픽에도 참가해 4위를 기록했고, 1975년 팬아메리칸 게임에서는 금메달을 목에 걸었다.
불혹을 넘겨 은퇴한 그는 비치 사커 선수로도 활동했다. 그는 1995년부터 1997년까지 3년 연속으로 비치 사커 세계 선수권 대회를 우승했다. 이 중 1996년 대회에서는 최우수 선수로도 뽑혔다.

## 수상

### 선수
브라질
- 팬아메리칸 게임: 1975

플루미넨시
- 캄페오나투 카리오카: 1975, 1976, 1980

플라멩구
- 코파 우니앙: 1987

그레미우
- 캄페오나투 가우슈: 1989
- 코파 두 브라지우: 1989

### 감독
플루미넨시
- 타사 구아나바라: 1991, 1993

비토리아
- 캄페오나투 바이아누: 1996,

고이아스
- 캄페오나투 고이아누: 2002
- 코파 센트루오에스치: 2002

브라질리엔시
- 캄페오나투 브라질레이루 세리이 B: 2004

아틀레치쿠 파라나엔시
- 캄페오나투 파라나엔시: 2005